# Balalajka
Balalajka je ruski narodni instrument. Ima trup (rezonantna kutija) trokutasta oblika od jelovine, odulji uski vrat s prečnicima (dijatonski razmaci) koji završava sa zatičištem, tri žice od crijeva (iznimno od čelika) na donjem kraju trupa pričvršćene o dugme, preko "konja" i vrata napete do zatika, trzaju se perom.
Pojavila se oko 1700. i zamijenila domru. Najprije je služila za pratnju pjevanja i plesa, koncem 19. stoljeća postala glazbalo skupne svirke. Danas se gradi u šest veličina (pikolo, prim, sekund, alt, bas, kontrabas).

## Povijest
Balalajka se najčešće povezuje s njezinim prepoznatljivim trokutastim oblikom, međutim ona je imala veliku ulogu u glazbi istočne Europe. Najraniji podaci pokazuju da se balalajka prvo pojavila u centralnoj Aziji i to u oblicima s dvije i šest žica. Balalajka je zapravo ruska gitara. Korijene vuče iz 12. stoljeća, kada je vrlo sličila lutnji, ali za standardni oblik i tehnička poboljšanja zaslužan je ruski plemić i svirač balalajke Vassily Vassilievich Andreyev, koji je živio i radio krajem 19. stoljeća. Tijekom 1880-ih Andreyev je zajedno s graditeljem violina V. Ivanovom, napravio standardni oblik balalajke. Njegova se osnovna verzija balalajke prepoznaje po karakterističnom obliku, s tri žice nategnute preko vrata s pragovima. Kasnije je u Sankt-Peterburgu, obrtnik Paserbsky, napravio balalajku s kromatskim nizom pragova i orkestralnom veličinom koja se ugađala na isti način kao moderni instrumenti. Najjednostavniji model je prim-balalajka, čije su dvije žice ugođene jednako ali bez obzira na to, tonski opseg glazbala je vrlo širok. Andreyev aranžira brojne tradicionalne ruske narodne skladbe, kao i melodije za orkestar, a također sklada i svoja djela.
Andreyev uvodi još jednu novinu, a to je mogućnost biranja veličine glazbala, od piccolo-balalajke do bas-balalajke, što obogaćuje osnivanje velikih orkestara balalajki, vrlo često uz pratnju bajana (ruska harmonika), tamburina, te različitih flauta i frula.

#### Vrste balalajki
- piccolo (rare)
- prima
- sekunda
- alt
- bas
- kontrabas

## Vanjske poveznice
- Balalajka - Članak Dmitrya Belinskiya iz 1983. godine
- Russian site about Balalaika. Povijest balalajke